# Хайнрих VI фон Хонщайн-Клетенберг
Хайнрих VI фон Хонщайн-Клетенберг Стари (на немски: Heinrich VI von Honstein-Klettenberg; * ок. 1325; † между 24 юли 1366 и 8 май 1367) е граф на Хонщайн, господар в Клетенберг-Бенунген-Росла.

## Произход
Той е син на граф Хайнрих IV фон Хонщайн-Клетенберг († ок. 1344/1350) и съпругата му графиня Ирмгард/Ерменгард фон Кефернбург-Арнщат († пр. 1320), наследничка на Арнщат, дъщеря на граф Гюнтер VII фон Кефернбург († 1302) и графиня Аделхайд фон Шварцбург († 1319). Брат е на Елизабет фон Хонщайн († 1380), омъжена пр. 9 септермври 1331 г. за граф Гюнтер XXI фон Шварцбург-Бланкенбург († 1349), римско-немски гегенкрал 1349 г., Дитрих († сл. 1345), каноник в Халберщат и в Майнц (1342 – 1346), Гюнтер († сл. 1373), рицар на Тевтонския орден (1349 – 1370), и Бернхард I († 1354).

## Фамилия
Хайнрих VI фон Хонщайн-Клетенберг се жени пр. 26 април 1338 г. за Мехтхилд/Матилда фон Ваймар-Орламюнде († 23 юни 1359/1365) от фамилията Аскани, вдовица на Бурхард (Бусо) VI фон Кверфурт-Небра († 1340), дъщеря на граф Херман VI фон Орламюнде († 1372) и графиня Катарина фон Анхалт-Ашерслебен († 1367/1369) / или дъщеря на граф Фридрих I фон Ваймар-Орламюнде († 1365) и Елизабет фон Майсен († 1347). Те имат две деца:
- Ирмгард фон Хонщайн, омъжена за Конрад фон Танроде-Щраусфурт († 1393/1394)
- Хайнрих VII фон Хонщайн-Клетенберг (* ок. 1325/1350; † 1408 или 1409), женен пр. 5 януари 1364 г. за принцеса Анна фон Брауншвайг-Грубенхаген (* ок. 1343; † 1409)